# Oliver Bundgaard
Oliver Bundgaard Kristensen (15 giugno 2001) è un calciatore danese, centrocampista del Viborg.

## Biografia
È il fratello maggiore di Filip Bundgaard, anch'egli calciatore.

## Carriera

### Club
Cresciuto nel settore giovanile del Randers, debutta in prima squadra il 30 ottobre 2019 in occasione dell'incontro di DBUs Landspokalturnering vinto 2-0 contro il Viby.

### Nazionale
Ha giocato nella nazionale danese Under-21.

## Statistiche

### Presenze e reti nei club
Statistiche aggiornate al 3 ottobre 2021.
| Stagione        | Squadra         | Campionato      | Campionato | Campionato | Coppe nazionali | Coppe nazionali | Coppe nazionali | Coppe continentali | Coppe continentali | Coppe continentali | Altre coppe | Altre coppe | Altre coppe | Totale | Totale |
| Stagione        | Squadra         | Comp            | Pres       | Reti       | Comp            | Pres            | Reti            | Comp               | Pres               | Reti               | Comp        | Pres        | Reti        | Pres   | Reti   |
| --------------- | --------------- | --------------- | ---------- | ---------- | --------------- | --------------- | --------------- | ------------------ | ------------------ | ------------------ | ----------- | ----------- | ----------- | ------ | ------ |
| 2019-2020       | Randers         | SL              | 6          | 0          | CD              | 1               | 0               |                    | -                  | -                  |             | -           | -           | 7      | 0      |
| 2020-2021       | Randers         | SL              | 12         | 0          | CD              | 2               | 0               |                    | -                  | -                  |             | -           | -           | 14     | 0      |
| 2021-2022       | Randers         | SL              | 7          | 0          | CD              | 0               | 0               |                    | -                  | -                  |             | -           | -           | 7      | 2      |
| Totale carriera | Totale carriera | Totale carriera | 25         | 0          |                 | 3               | 0               |                    | -                  | -                  |             | -           | -           | 28     | '      |